# Поліамінокарбонові кислоти
Поліамінокарбонові кислоти (комплексони) — молекули, в яких з атомом азоту зв'язано декілька алкілкарбоксильних груп —СН2СООН, що здатні одночасно зв'язувати центральний атом комплексу декількома донорно-акцепторними зв'язками. Комплексони утворюють міцні, розчинні у воді сполуки з більшістю катіонів.
Органічна  хелатотвірна  сполука.  Стійкість  утворюваного
комплексу з катіонами металу залежить, зокрема, від числа, 
положення  та  основності  донорних  атомів,  якими  визначаються  кількість  та  розмір  утворюваних  хелатних  циклів

## Приклади
Найпростішим представником комплексонів є амінокислота гліцин, H2NCH2CO2H. В молекулі гліцину аміногрупа NH2 відділена від карбоксильної групи СООН єдиною метиленовою групою CH2. Коли карбоксильна група депротонована, йон гліцину може бути бідентатним лігандом та утворювати хелатні комплекси з йонами металів.
|        |                       |                          |
| Fura-2 | імінодіоцтова кислота | нітрилотриоцтова кислота |
|        |                       |                          |
| EDTA   | DTPA                  | EGTA                     |